# Grenobler Seilbahn zur Bastille

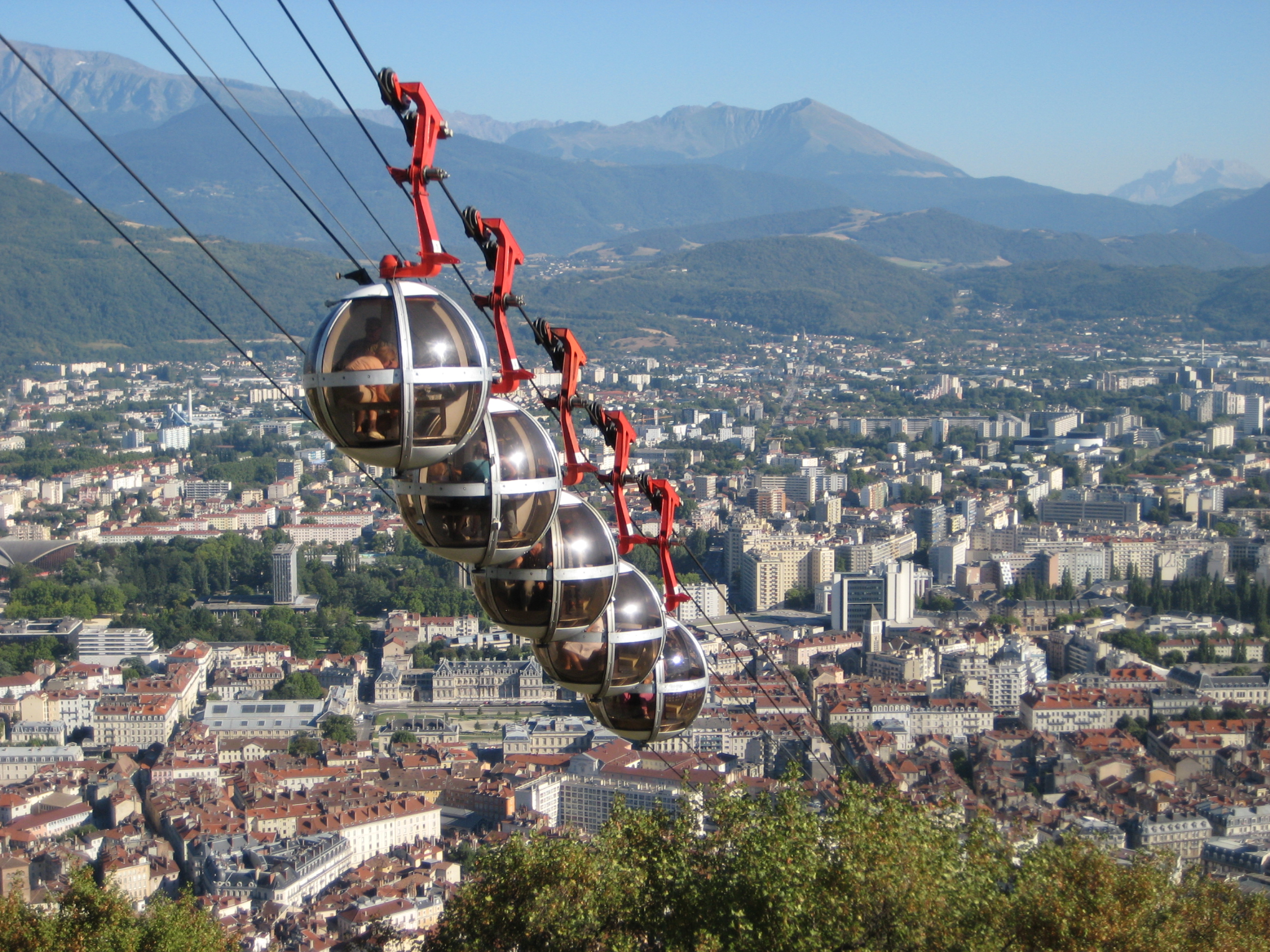
Seilbahn zur Bastille

Die Grenobler Seilbahn zur Bastille (französisch Téléphérique de Grenoble Bastille) ist eine Luftseilbahn, die das Stadtzentrum von Grenoble mit der hoch über der Stadt gelegenen Bastille verbindet, einer Festungsanlage aus der ersten Hälfte des 19. Jahrhunderts. Dort bietet sich ein weiter Blick über die Stadt und ihre alpine Umgebung vom Vercors bis zum Mont Blanc.

## Erste Seilbahn
Die am 29. September 1934 eröffnete Seilbahn ist die erste innerstädtische Luftseilbahn der Welt. Sie wurde im Auftrag der Stadt von einem Konsortium gebaut, das aus den Firmen Adolf Bleichert & Co. (Seilbahn), Neyret-Beylier et Para (Stahlbau) und Milliat (Hoch- und Tiefbau) bestand. Die damalige Talstation lag unmittelbar am Ufer der Isère und überbrückte den hinter ihr liegenden Quai Stéphane Jay. Es war eine nach dem System „Bleichert-Zuegg“ gebaute Pendelbahn mit den von Bleichert häufig verwendeten zwölfeckigen Kabinen für 15 Personen, die in diesem Fall eine blaue Farbe hatten. In der Talstation befanden sich der Antrieb und die Verankerung der beiden Tragseile, in der Bergstation hingen die Spanngewichte für die Tragseile und das Zugseil. Die Bahn hatte, wie auch die heutige, eine 23 m hohe Stütze in der oberen Hälfte der Strecke.
1951 wurden diese Kabinen durch größere, rechteckige Kabinen mit abgerundeten Kanten für 21 Passagiere ersetzt. Diese von Crouzier gebauten Kabinen trugen die Farben von Grenoble, also rot und gelb. 1959 wurde die Talstation um einen Wartesaal für 100 Personen erweitert, von dem man die Isère und die Bastille überblicken konnte.

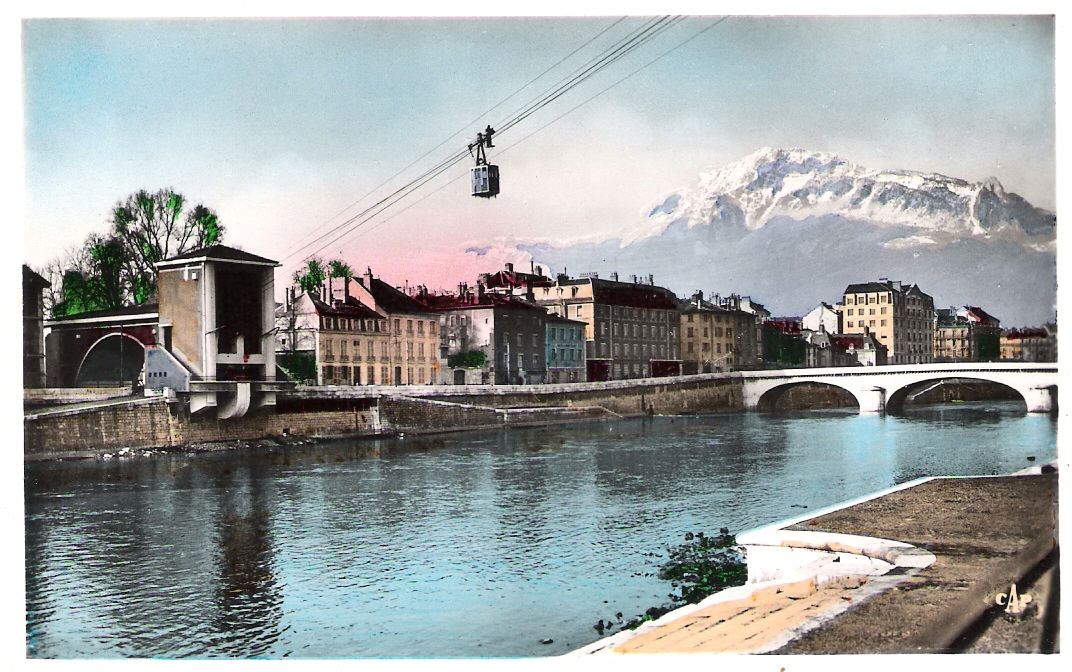
Seilbahn von 1934
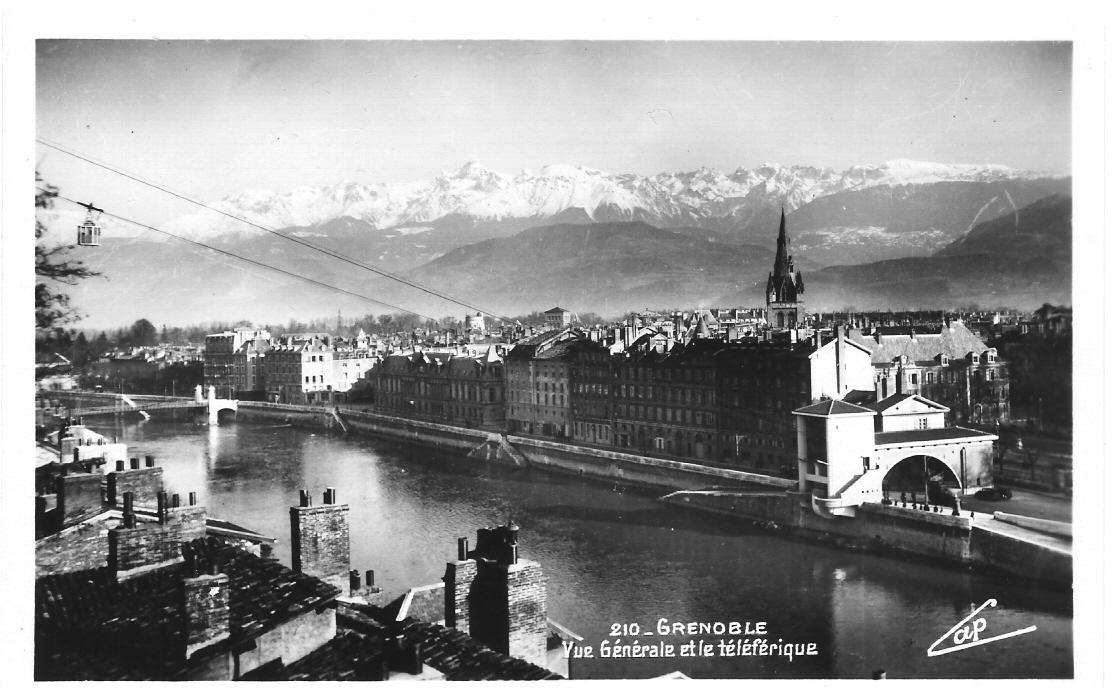
Alte Talstation
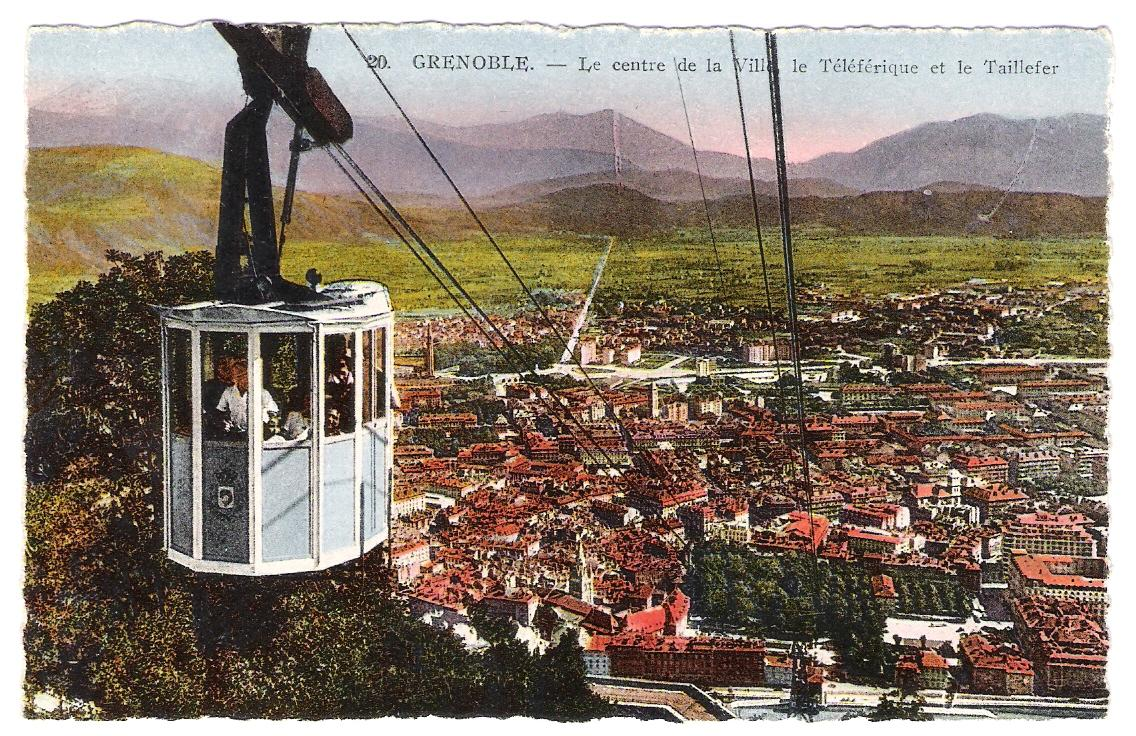
Kabine 1934–1951
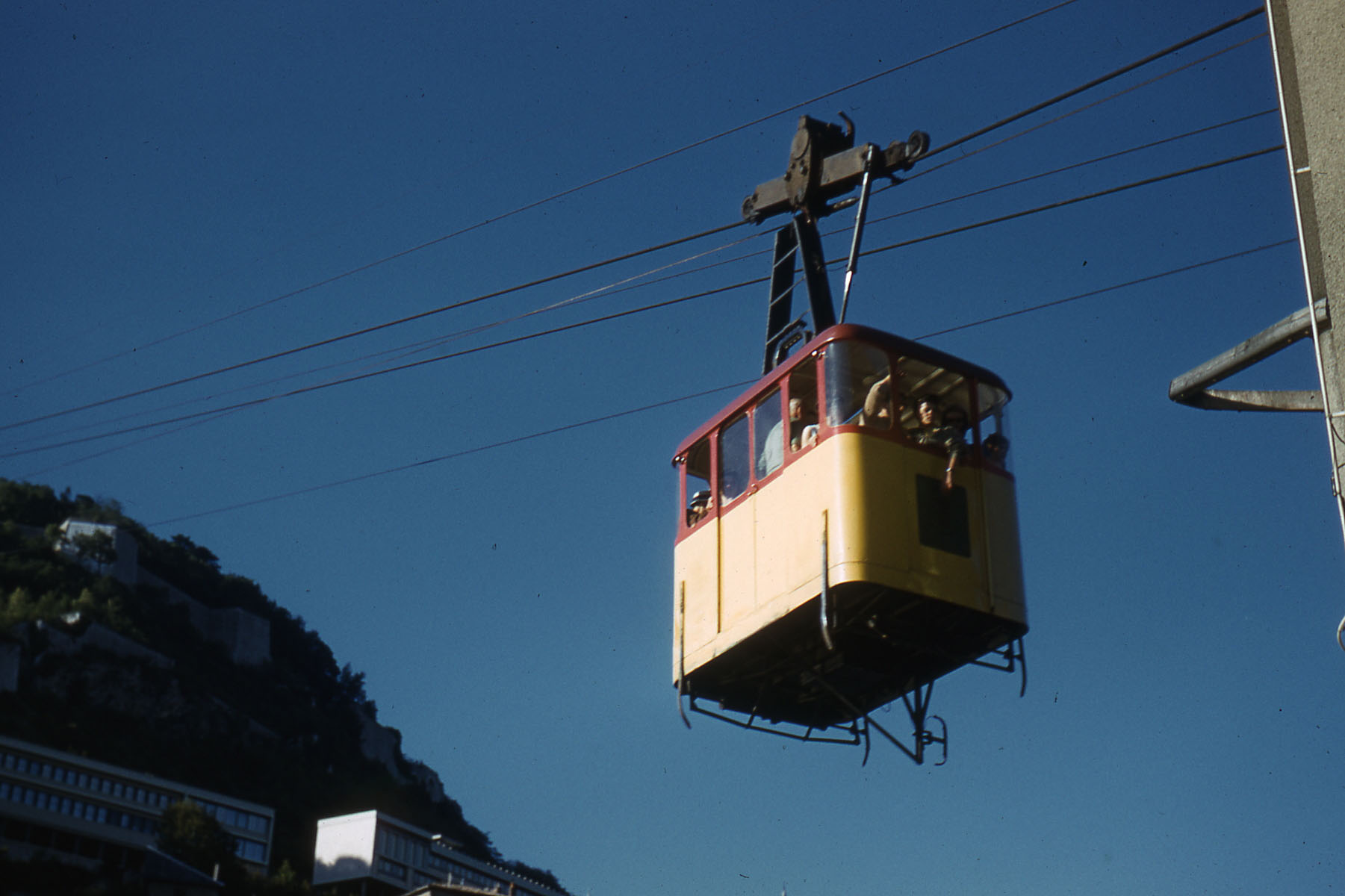
Kabine der zweiten Generation

## Neue Seilbahn

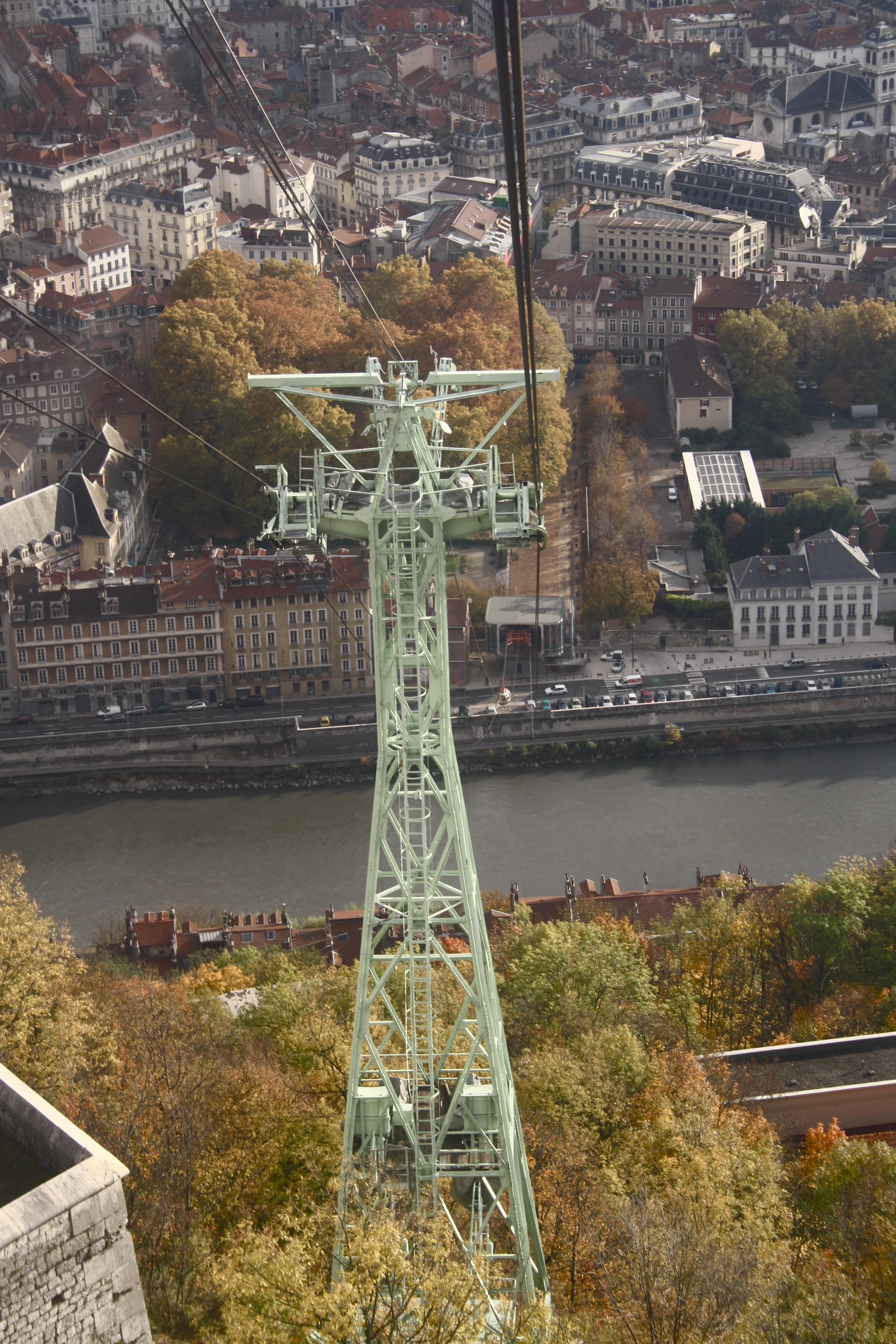
Blick aus der vorderen Gondel auf den Mittelpylon und die neue Talstation

1976 wurde die Seilbahn grundlegend erneuert. Sie erhielt eine neue Talstation zwischen dem Quai Stéphane Jay und der Rue Hector Berlioz. In dem modernen Gebäude befindet sich die eigentliche Seilbahnstation im ersten Stock hinter einer Glasfassade, aus der die rot lackierten Führungsschienen herausragen. Die Bergstation wurde nur geringfügig umgebaut. Die von dem französischen Seilbahningenieur Denis Creissels entworfene und von Pomagalski (mit Sitz in Grenoble) gebaute Seilbahn unterscheidet sich von den Vorgängern durch die vom Volksmund als Seifenblasen (bulles) bezeichneten runden Gondeln aus Aluminium und Plexiglas. Technisch gesprochen handelt es sich um eine Zweiseil-Gruppenumlaufbahn mit zwei Tragseilen und einem umlaufenden Zugseil, an dem im Winter zwei Gruppen mit 4 Gondeln, im Sommer zwei Gruppen mit 5 Gondeln befestigt sind. Wie bei einer Gondelbahn fahren auch hier die Gondeln in den beiden Stationen um eine große Scheibe herum in die andere Richtung. Da die Gondeln am Zugseil fix geklemmt sind, wird das Zugseil angehalten, wenn sie in den Stationen sind (und bei der Überfahrt über die Seilbahnstütze verlangsamt).
Die Gondeln haben Laufwerke mit jeweils vier Rollen. Ihre Geschwindigkeit beträgt max. 6 m/s (21,6 km/h). Der Antrieb befindet sich in der neuen Talstation, die Spanngewichte von je 46 Tonnen pro Tragseil und von 24,4 Tonnen für das Zugseil sind wiederum in der Bergstation untergebracht.
Die heutige Seilbahn beginnt auf einer Höhe von 208 m und endet in der Bergstation auf 472 m. Sie hat somit einen Höhenunterschied von 264 m. Ihre schräge Länge beträgt 700 m.
Die Seilbahn wird betrieben von der Régie du Téléphérique de Grenoble Bastille, einen établissement public à caractère industriel et commercial.

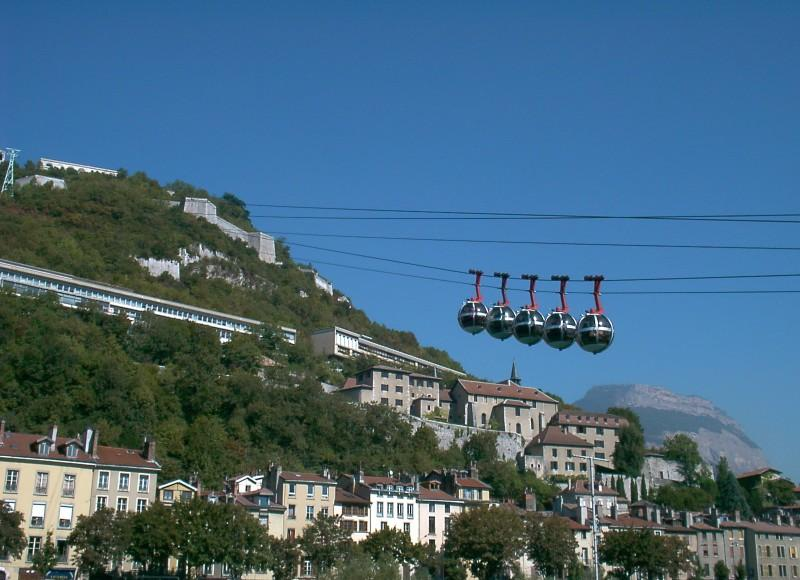
Seilbahn im Sommerbetrieb mit fünf Gondeln
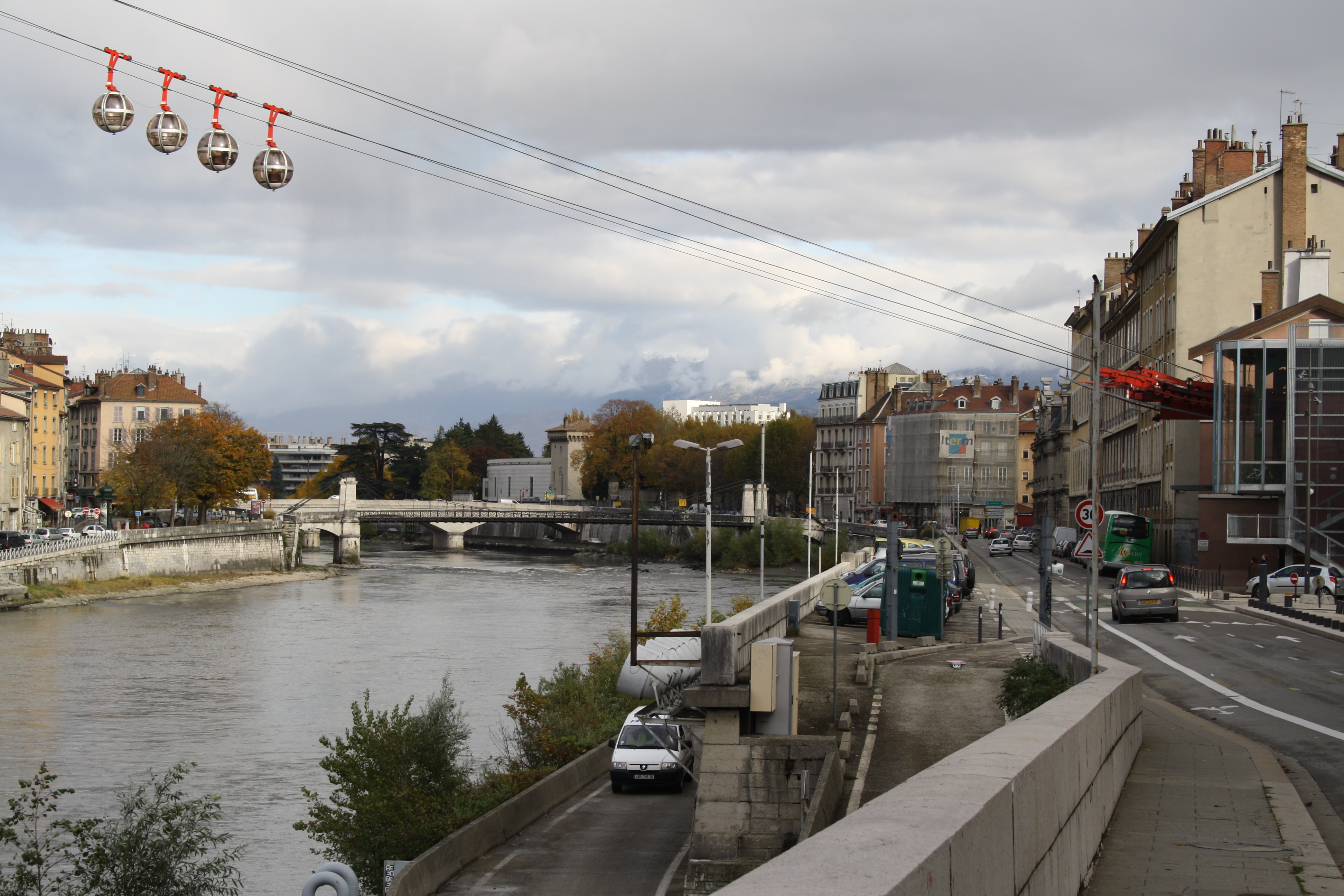
Seilbahn mit vier Gondeln an der Talstation
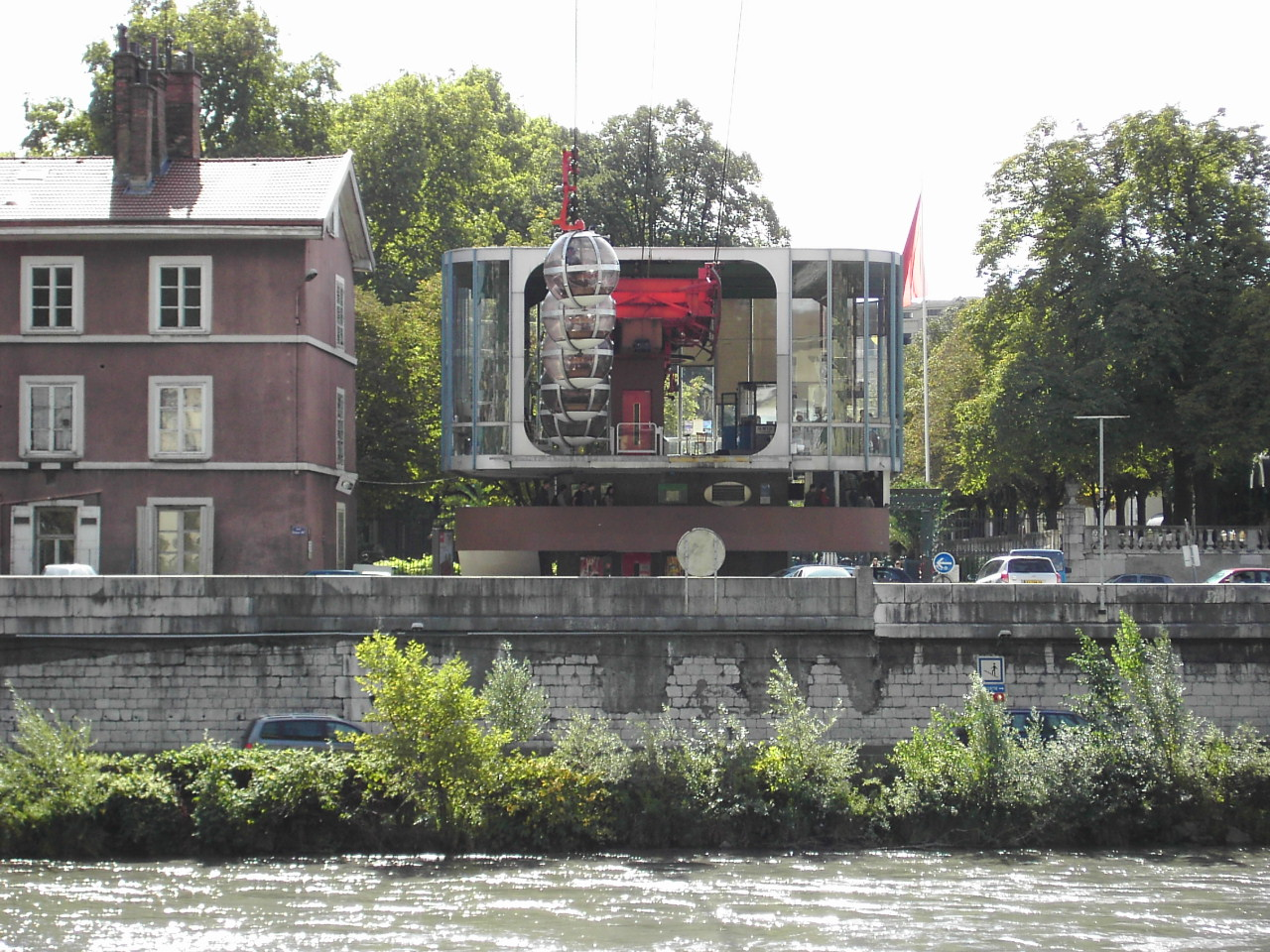
Neue Talstation
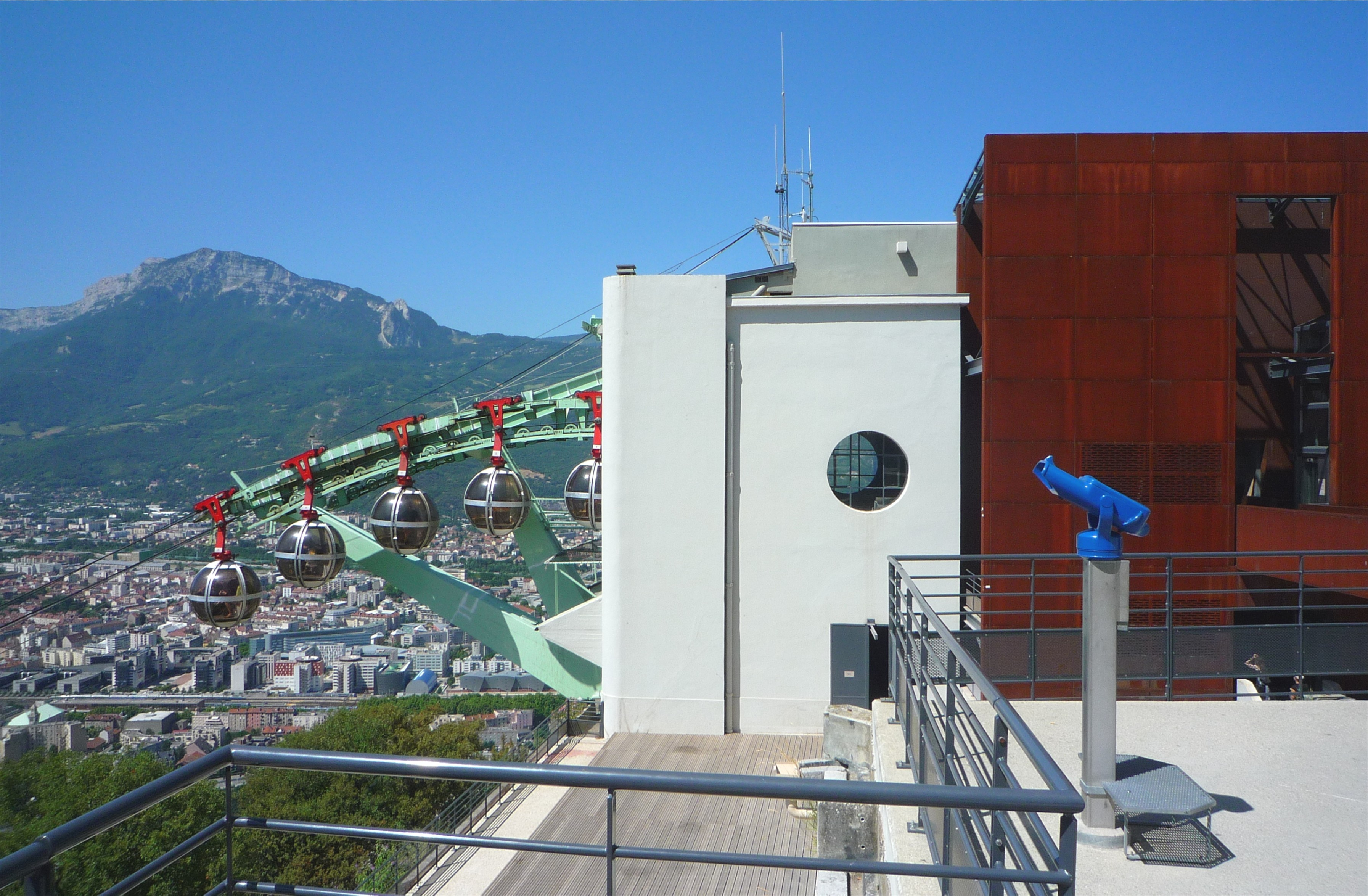
Bergstation